# Tlacuitapan
Tlacuitapan es una localidad del estado mexicano de Jalisco. Es parte del municipio de Unión de San Antonio.

## Toponimia
El nombre «Tlacuitapan» proviene de los términos en náhuatl: tla, algo; cuitlapan, a espaldas de. Su significado es «A espaldas de algo».

## Demografía
| Gráfica de evolución demográfica |
|                                  |

| Censo | Población |
| ----- | --------- |
| 1900  | 775       |
| 1910  | 579       |
| 1921  | 997       |
| 1930  | 689       |
| 1940  | 1 052     |
| 1950  | 1 468     |
| 1960  | 1 770     |
| 1970  | 1 579     |
| 1980  | 1 768     |
| 1990  | 1 847     |
| 2000  | 1 539     |
| 2010  | 1 351     |
| 2020  | 1 207     |